# فرودگاه کویتو
فرودگاه کویتو  (به انگلیسی: Kuito Airport) (به زبان بومی: Aeroporto de Kuito) یک فرودگاه همگانی با کد یاتا SVP است که یک باند فرود آسفالت دارد و طول باند آن ۲۵۰۰ متر است. این فرودگاه در کشور آنگولا قرار دارد و در ارتفاع ۱۷۱۲ متری از سطح دریا واقع شده است.

## شرکت‌های هواپیمایی و مقصدهای پروازی
| شرکت‌های هواپیمایی   | مقصدهای پروازی   |
| ------------------- | ---------------- |
| تاگ آنگولا ایرلاینز | کواترو دو فرویرو |